# Théâtre de Jules Verne
« J'adorais la scène et tout ce qu'il y avait autour, et écrire des pièces est toujours le travail qui me procure le plus de plaisir. »
Le théâtre de Jules Verne comprend une quarantaine de pièces de théâtre ou de livrets d’opéra écrits par le célèbre auteur de romans d’aventures. Les pièces les plus jouées ne sont pas les plus personnelles. Ses premiers essais pour le théâtre ont contaminé ses romans. Ce théâtre, qu'il aima tant, déborda largement sur son œuvre.

## Liste chronologique du théâtre de Jules Verne
- 1846 : La Conspiration des poudres, drame en cinq actes et en vers[3]
- 1847 : Alexandre VI, drame en cinq actes et en vers
- 1847 : Un drame sous Louis XV, drame en cinq actes et en vers
- 1847 : Don Galaor, synopsis d'une comédie en deux actes
- 1847 : Le Quart d'heure de Rabelais, comédie en un acte
- 1848 : Une promenade en mer, vaudeville en un acte
- 1849 : Le Coq de bruyère, synopsis d'un opéra-comique en un acte
- 1849 : On a souvent besoin d'un plus petit que soi, synopsis
- 1849 : Abd'Allah, vaudeville en deux actes
- 1850 : La Mille et Deuxième Nuit, opéra-comique en un acte, musique d'Aristide Hignard
- 1850 : Quiridine et Quidinerit, comédie italienne en trois actes
- 1850 : La Guimard, comédie en deux actes
- 1850 : Les Pailles rompues, comédie en un acte et en vers, avec la probable collaboration d'Alexandre Dumas fils[4]
- 1851 : De Charybde en Scylla, comédie en un acte et en vers
- 1852 : La Tour de Montlhéry, drame en cinq actes et un prologue, avec la probable collaboration de Charles Wallut
- 1852 : Les Châteaux en Californie, comédie-proverbe en un acte et en prose, en collaboration avec Pitre-Chevalier
- 1853 : Les Heureux du jour, drame en cinq actes et en vers
- 1853 : Un fils adoptif, comédie en un acte, en collaboration avec Charles Wallut
- 1853 : Le Colin-maillard, opéra-comique en un acte, livret en collaboration avec Michel Carré, musique d'Aristide Hignard
- 1854 : Guerre aux tyrans, comédie en un acte et en vers
- 1855 : Au bord de l'Adour, comédie en un acte et en vers
- 1855 : Les Compagnons de la Marjolaine, opéra-comique en un acte, livret en collaboration avec Michel Carré, musique d'Aristide Hignard
- 1855 : Monna Lisa, comédie en un acte et en vers
- 1858 : Le Page de madame Marlborough, opérette en un acte dont le livret est d’E. Vierne, attribué dubitativement à Jules Verne, musique de Frédéric Barbier
- 1858 : Monsieur de Chimpanzé, opérette en un acte, musique d'Aristide Hignard
- 1860 : L'Auberge des Ardennes, opéra-comique en un acte, livret en collaboration avec Michel Carré, musique d'Aristide Hignard
- 1861 : Onze Jours de siège, comédie en trois actes et en prose, livret en collaboration avec Charles Wallut et éventuellement Victorien Sardou
- 1867 : Les Sabines, projet d’opéra bouffe, livret en collaboration avec Charles Wallut
- 1871 : Le Pôle Nord, synopsis d'une pièce en six actes et un prologue, quatorze tableaux, d'après le roman Les Aventures du capitaine Hatteras paru en 1866
- 1873 : Un neveu d'Amérique, comédie en trois actes, en collaboration avec Charles Wallut et Édouard Cadol
- 1874 : Le Tour du monde en quatre-vingts jours, cinq actes et un prologue, quinze tableaux, en collaboration avec Adolphe d'Ennery
- 1877 : Le Docteur Ox, opéra bouffe de Jacques Offenbach, livret d'Arnold Mortier et Philippe Gille d'après la nouvelle Une fantaisie du docteur Ox de Jules Verne, livret auquel ce dernier aurait collaboré
- 1878 : Les Enfants du capitaine Grant, pièce en cinq actes et un prologue, treize tableaux, en collaboration avec Adolphe d'Ennery
- 1880 : Michel Strogoff, pièce à grand spectacle, en cinq actes et un prologue, en collaboration avec Adolphe d'Ennery
- 1882 : Voyage à travers l'impossible, pièce fantastique en trois actes, dix-sept tableaux, en collaboration avec Adolphe d'Ennery
- 1883 : Kéraban-le-Têtu, pièce en cinq actes
- 1883 : Les Erreurs d'Alcide, pièce en trois actes, en collaboration avec Émile Abraham et Georges Maurens